# 南知多県立自然公園

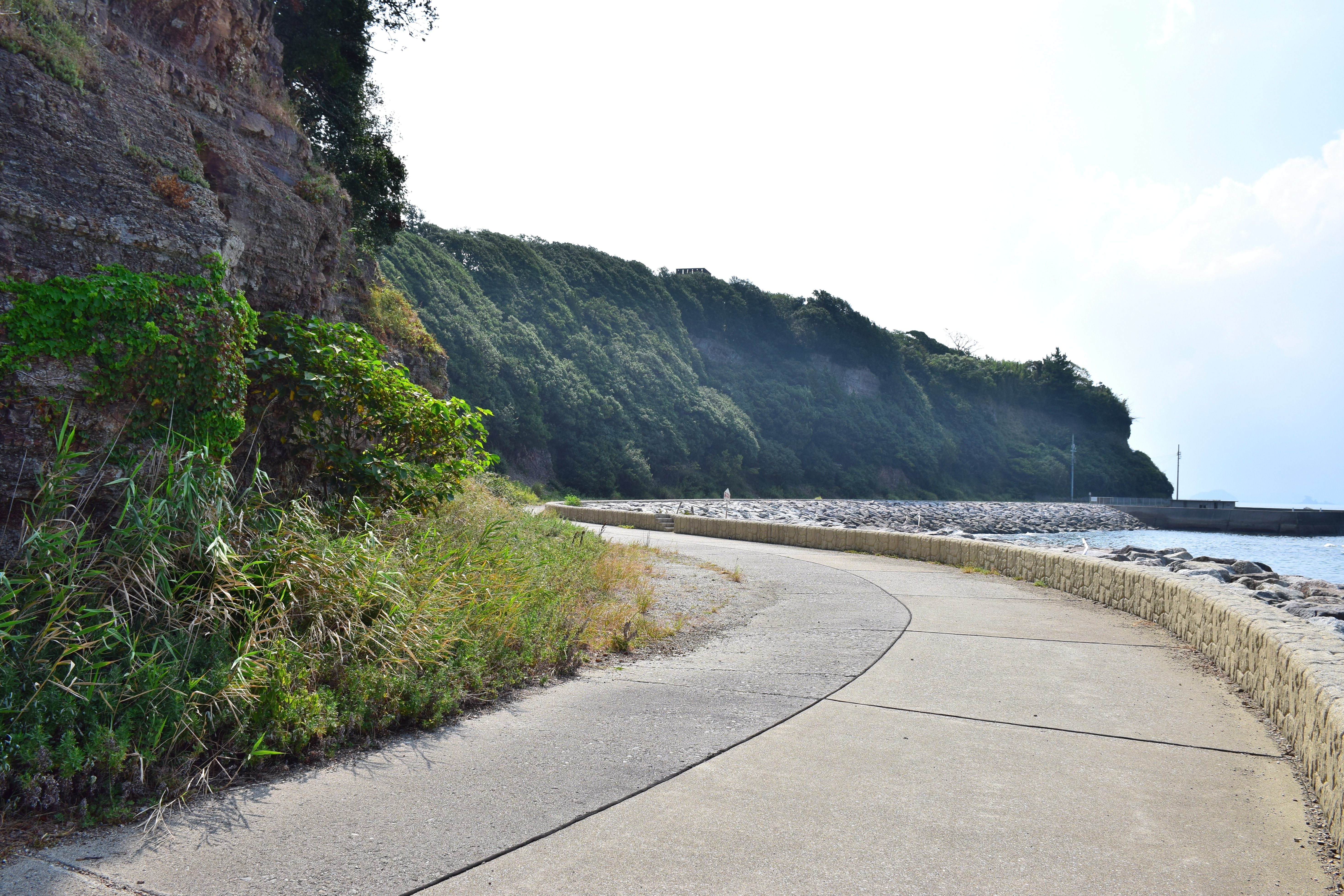
羽豆神社の社叢

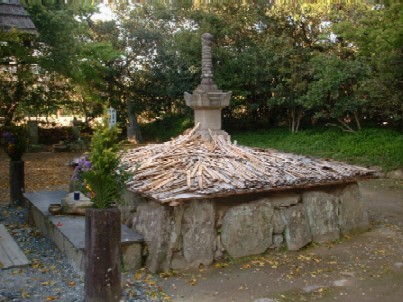
愛知県美浜町の野間大坊の境内にある源義朝の墓

南知多県立自然公園（みなみちたけんりつしぜんこうえん）は、愛知県にある総面積8,649haの県立自然公園である。 

## 沿革
- 1968年5月1日 愛知県内初の県立自然公園として渥美半島県立自然公園と共に指定。

## 概要
南知多県立自然公園は、知多半島の三河湾国定公園に隣接する内陸部の田園風景が景観の中心となっている。
また、古くから水資源に乏しい土地柄で現在は愛知用水の水に頼っている。
地形は全体的に丘陵地で果樹や蔬菜の生産が盛んである。

## 関連市町村
- 常滑市の一部
- 知多市の一部

- 美浜町の一部
- 武豊町の一部
- 南知多町の一部
- 西尾市の一部